# Zbigniew Zarzycki
Zbigniew Zarzycki (ur. 8 września 1946 w Lęborku) – sportowiec (reprezentant Polski w piłce siatkowej, mistrz świata i mistrz olimpijski), nauczyciel wf, trener, Honorowy Obywatel Miasta Będzina (2012).

## Życiorys
Absolwent AWF w Warszawie (1969) z tytułem magistra wychowania fizycznego.
159-krotny reprezentant Polski (1968–1976), mistrz świata z Meksyku (1974) i mistrz olimpijski z Montrealu (1976), srebrny medalista Pucharu Świata z Pragi (1973).
Jest jednym z 6 polskich siatkarzy, którzy grali na trzech turniejach olimpijskich (1968, 1972, 1976) (pozostali to Ryszard Bosek, Wiesław Gawłowski, Edward Skorek, Paweł Zagumny i Piotr Gruszka).
Odznaczony m.in. złotym Medalem za Wybitne Osiągnięcia Sportowe.
Zamieszkał w Będzinie.

## Kariera klubowa
- Start Łódź (1963–1967)
- Anilana Łódź (1971)
- AZS-AWF Warszawa (1968–1971)
- Płomień Milowice (1972–1979)
- Petrarca Padwa
- Paoletti Catania
- Eudmor Salerno
- Victor Village Ugento

Dwa razy zdobył tytuł mistrza Polski: w 1968 (AZS-AWF Warszawa) i 1977 (Płomień Milowice), dwa razy wicemistrza (1975 i 1976 Płomień Milowice) oraz dwa razy brązowy medal MP 1969 (AZS-AWF Warszawa) i 1974 (Płomień Milowice).
Był trenerem, m.in. reprezentacji Polski (1992–1993), a także klubów włoskich, niemieckich, tureckich i belgijskich oraz polskich: Azoty Chorzów (kobiety) i Skra Bełchatów.